# Rusznyák Gábor
Rusznyák Gábor (Karcag, 1973. március 17. –) magyar rendező, színész, zeneszerző, egyetemi adjunktus.

## Életpályája
1973-ban született Karcagon. Édesanyja, Tüdős Julianna tanító, édesapja Rusznyák Aladár, rajz–román–orosz szakos tanár. Általános iskolai tanulmányait Köröstarcsán kezdte 1979-ben, majd Battonyán fejezte be a Magdu Lucian Román Általános Iskolában. 1991-ben érettségizett a gyulai Nicolae Balcescu Román Gimnáziumban. 1991–1994 között a békéscsabai Kőrösi Csoma Sándor Főiskola hallgatója, tanító szakon. Mellette 1991–1995 között a színészképzőt is elvégezte a főiskola keretein belül. 1995–2000 között a Színház- és Filmművészeti Egyetem hallgatója, rendező szakon, köztársasági ösztöndíjjal.
2000–2001 között a Vígszínház, 2002–2003 között a Kolozsvári Állami Magyar Színház, 2003–2009 között a kaposvári Csiky Gergely Színház rendezője, a Kaposvári Egyetem adjunktusa. 2012-től a Miskolci Nemzeti Színház művészeti tanácsának tagja, a színház rendezője, mellette 2015–2019 között a kecskeméti Katona József Színház főrendezője is volt.
Két gyermek édesapja.

## Rendezései

### Weöres Sándor Színház
- Egy kanál víz

### Vígszínház
- A képzelt beteg

### Csiky Gergely Színház
- Platonov
- Családtörténetek - Belgrád
- Nyaralás
- Julius Caesar
- Emil és a detektívek
- Három nővér
- Úri muri - 1896
- Csiky kabaré
- Vonós négyes
- Oidipus király
- Liliom
- Antigoné

### Soproni Petőfi Színház
- Sale - Floridai öröklakás eladó

### Honvéd Együttes
- Bozgorok
- Szíkölök
- Vérnász

### Radnóti Színház
- Negyedik nővér
- Karneválvégi éjszaka
- Kályha Kati

### Szegedi Nemzeti Színház
- A kávéház
- Amadeus

### Örkény Színház
- Blogvadászat - Zetor Leila

### Kecskeméti Katona József Színház
- Szentivánéji álom
- Átváltozások
- Chioggiai csetepaté
- Tóték
- Hamlet
- Mágnás Miska
- Ármány és szerelem
- A képzelt beteg
- Nyaralás
- A játék vége

### Miskolci Nemzeti Színház
- Dandin György
- Bányavíz
- A gézagyerek
- A padlás
- A tanítónő
- Az ember tragédiája
- Sirály
- Parasztopera
- A víg özvegy
- Lúdas Matyi
- Kivilágos kivirradtig
- Zűrzavaros éjszaka
- "Ahogytetszik"
- Édes Anna
- Három nővér
- A varázsfuvola
- Luxemburg grófja
- Vadkacsa
- SzentivánéjiÁ!
- Bolha a fülbe
- Tartuffe
- A "K" ügy
- Hedda Gabler

### Thália Színház
- Balkán kobra

### Csokonai Színház
- A Mester és Margarita
- A varázsfuvola

### Komáromi Jókai Színház
- Kabaré

## Díjai, elismerései
- 2003 – Legjobb előadás díja (48th.Sterijino Pozorje Festival - Novi Sad) Családtörténetek – Belgrád
- 2003 – Legjobb rendezés díja (48th.Sterijino Pozorje Festival - Novi Sad) Családtörténetek – Belgrád
- 2004 – Szegedi Alternatív Színházi Szemle, legjobb rendező (Bozgorok)
- 2004 – Színikritikusok díja, független, Bozgorok, Honvéd Együttes
- 2014 – Legjobb előadás díja (Városmajori Színházi Szemle) – Tanítónő, Miskolci Nemzeti Színház
- 2014 – Legjobb előadás díja (Vidéki Színházak Fesztiválja) – Tanítónő, Miskolci Nemzeti Színház
- 2017 – Színikritikusok díja, legjobb előadás – Kivilágos kivirradatig, Miskolci Nemzeti Színház
- 2021 – Déryné-díj[7]